# Kuby-Młyny
Kuby-Młyny est une localité polonaise de la gmina de Morawica, située dans le powiat de Kielce en voïvodie de Sainte-Croix.